# Maďarská lidová republika
Maďarská lidová republika, zkráceně MLR, (maďarsky: Magyar Népköztársaság) byl socialistický stát ve střední Evropě existující v letech 1949–1989. MLR patřila k zemím východního bloku, byla členem RVHP a Varšavské smlouvy.

## Historie

### Po druhé světové válce
Jelikož bylo Maďarské království osvobozeno sovětskou Rudou armádou, odehrával se poválečný vývoj již pod sovětským dohledem. V listopadových volbách v roce 1945 zvítězila Független Kisgazda Párt (Strana nezávislých malorolníků) se ziskem 59,90 % hlasů. MKP vedená Matyášem Rákosim obdržela důvěru pouze 17 % lidí. Sovětský maršál Vorošilov však odmítl vládu samotné FKgP a sám ustanovil koaliční vládu s komunisty, kteří drželi několik klíčových pozic.
Po vyhlášení Druhé Maďarské republiky měly již od počátku nově utvářené orgány státní správy lidově demokratický charakter. Prvním prezidentem byl zvolen Zoltán Tildy, člen Független Kisgazda Párt a přívrženec Sovětského svazu, naopak premiérem se stal Ferenc Nagy rovněž z FKgP, ale stoupenec západních demokracii. Došlo k postupnému znárodňování dolů a bank. Tehdejší ministr vnitra, komunista László Rajk, nechal jen ze státního aparátu od května do října 1946 propustit více než 60 000 tzv. pravicových živlů. Mezinárodní suverenita a státní hranice byly obnoveny pařížskou mírovou smlouvou 10. února 1947.
V únoru 1947 vyvrcholila štvavá kampaň komunistů proti tajemníkovi FKgP Bélovi Kovácsovi jeho zatčením sovětskou vojenskou policií a odvlečením do SSSR. V květnu téhož roku byl nucen premiér Ferenc Nagy, pod výhrůžkou obvinění ze spiknutí, odstoupit z funkce a následně emigrovat.

Hvězda na státních barvách – symbol komunismu v Maďarsku

 V roce 1947 se opět konaly volby, ve kterých zvítězila koalice v čele s MKP. Ta se dne 12. června 1948 sloučila s MSZDP do jednotné MDP - Magyar Dolgozók Pártja (Maďarská strana pracujících). Jejím generálním tajemníkem se stal Mátyás Rákosi. Krátce na to došlo k likvidaci antikomunistické opozice. V březnu 1948 došlo k dalšímu masivnímu znárodňování, tentokrát všech podniků nad 100 zaměstnanců. Započala kolektivizace zemědělství a soustava direktivně řízeného plánovaného hospodářství. V květnu 1949 proběhly volby již na základě jednotné kandidátky Maďarské lidové fronty, kterou volilo 95 % obyvatel. Dne 15. srpna 1949 byla vyhlášena Maďarská lidová republika, jejíž ústava, přijatá 20. srpna, byla sestavena podle vzoru ústavy SSSR z roku 1936.

### Rákosiho éra
Rákosi, který se stal vůdcem MLR, začal vyžadovat od svých spolustraníků z MDP naprostou poslušnost. Jeho největším rivalem byl László Rajk, který se stal ministrem zahraničí. Toho se však už v září 1949 Rákosi zbavil tím, že ho dohnal k soudu, kde se Rajk musel přiznat k tomu, že byl agentem Miklóse Horthyho, Lva Trockého, Josipa Broze Tita a západního imperialismu. Rajk byl samozřejmě shledán vinným a následně popraven. Rákosi se v MLR snažil co nejvíce upevnit svoji moc. Kolem 2 tisíc lidí nechal popravit a přes 100 tisíc bylo uvězněno. Přibližně 200 tisíc členů strany, kteří se vůči této politice postavili, bylo vyloučeno. Začaly vykonstruované soudní procesy s náboženskými činiteli, bojovníky z druhé světové války a odpůrci režimu. Jeden za druhým byli odsuzováni a mučeni nevinní lidé za směšné a vymyšlené zločiny. Příslušníci ÁVH (tajná policie) rozhodovali o osudech a životech statisíců lidí.
V srpnu 1952 byl Rákosi zvolen Národním shromážděním do funkce Předsedy Rady ministrů. Ovšem po smrti Stalina v březnu 1953 byl na přímý rozkaz nového vůdce SSSR N. Chruščova v červnu odvolán a novým premiérem se stal Imre Nagy. Avšak zarytý stalinista Rakosi zůstal nadále Generálním tajemníkem MDP a po další tři roky soupeřil s Imre Nagyem o moc. Imre Nagy představoval nový směr, zrušil státní kontrolu nad médii a podpořil veřejnou diskusi o politické a ekonomické reformě. Nechal také z vězení propustit antikomunisty a začal mluvit o svobodných volbách a vystoupení MLR z Varšavské smlouvy. Již v roce 1955 veřejně mluvil o možnosti Maďarska „přijmout status neutrality podle rakouského vzoru“.
Dne 9. března 1955 Rákosi jménem ÚV MDP obvinil Nagye z revizionismu, protisocialistického nacionalismu a zodpovědnosti za špatnou hospodářskou situaci v zemi. Tisk tento útok podpořil a 18. dubna byl po jednotném hlasování Národního shromáždění sesazen ze svého postu a nahrazen Andrásem Hegedüsem. Pod jeho vedením se stala MLR jedním ze zakládajících členů Varšavské smlouvy. Krátce na to, co Nikita Chruščov vystoupil proti kultu osobnosti, byl již v červenci 1956 přímo na vyšší sovětský rozkaz Rákosi odvolán ze všech svých stranických funkcí (oficiálně „ze zdravotních důvodů“) a následně poslán do SSSR na „léčbu“. Již 18. července 1956 byl do funkce generálního tajemníka MDP zvolen Rákosiho přítel Ernő Gerő. V MLR se však už množily demonstrace obyvatel proti komunistickému režimu. Tlak veřejnosti si vynutil 6. října 1956 důstojný pohřeb László Rajka a dalších nespravedlivě popravených. Objevil se i požadavek na okamžitý odchod sovětských vojsk, veřejný soud s Mátyášem Rákosim a povolání Imre Nagye do čela vlády. Na síle nabíraly také požadavky o svobodné volby, zrušení cenzury a důkladnou rehabilitaci nespravedlivě odsouzených.

### Maďarské povstání 1956

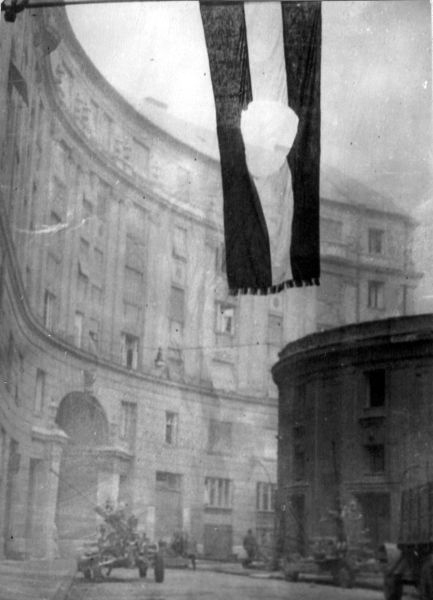
Revoluční maďarská vlajka na Corvin köz

Na podzim 1956 rostoucí protikomunistické cítění vyústilo ve změnu vlády, která vyhlásila nezávislost od SSSR. První boje Maďarů s vojsky sovětské okupační mocnosti trvaly od 23. do 28. října 1956, kdy Moskva zdánlivě přistoupila na požadavky nové maďarské vlády. Za necelé tři týdny bylo povstání potlačeno v bojích probíhajících od 4. do 10. listopadu sovětskými vojsky, od 1. listopadu posílenými invazními jednotkami. Nakonec však další z poválečných pokusů o osvobození z komunistické nadvlády smetly sovětské tanky.
János Kádár se k moci dostal jednoduchým kolaborantským způsobem. Poté, co 1. listopadu uvítal vyhlášení neutrality Maďarska, opustil vládní ústředí a odebral se na velvyslanectví Sovětského svazu, odkud byl rychle převezen do Moskvy. Sovětskými vůdci byl vybrán, aby jim pomáhal udržovat MLR v kurzu, který by byl pro SSSR přijatelný. Imre Nagy mezitím zvládl obnovu demokratického systému koaličních stran z roku 1945. Vládní strana MDP se 2. listopadu přetransformovala na MSZMP. Dne 4. listopadu Kádár utvořil kolaborantskou tzv. revoluční dělnicko-rolnickou vládu a povolal do země sovětské oddíly, které mezitím Budapešť opustily. Téhož dne se po ranním rozhlasovém volání Imre Nagye ozval Kádárův hlas z vysílací stanice v Szolnoku a vyzýval jménem nově utvořené revoluční dělnicko-rolnické vlády k boji proti kontrarevoluci po boku sovětské armády. Dne 7. listopadu se na sovětských tancích spolu se svou vládou vrátil do Budapešti, kde se stal předsedou Prozatímního výkonného výboru MSZMP, do funkce generálního tajemníka strany byl zvolen až na sjezdu dne 26. února 1957.

### Kádárova éra
János Kádár se stal předsedou promoskevské vlády, která do ledna 1957 potlačila poslední zbytky svobody. Pod jeho vedením začala strana sílit a do června 1957 vzrostl počet členů na zhruba 346 000 osob. 21. března 1957 byla založena organizace KISZ, který měl na starosti výchovu mládeže v komunistickém duchu. 27. května 1957 došlo k podepsání smlouvy o dočasném pobytu sovětských jednotek v MLR. Jejich počet se stabilizoval asi na 80 000 mužích.
Již v lednu 1957 byly zavedeny mimořádné soudy (stejně jako v letech 1919–1920), které měly potrestat všechny politiky a bojovníky, kteří stáli na straně revoluce. Obžalováno bylo celkem 35 000 lidí, z toho bylo uděleno 22 000 trestů odnětí svobody (uvězněn byl například i pozdější první prezident MR Árpád Göncz) a 229 trestů smrti, ovšem ve skutečnosti bylo popravených asi 350 lidí. Odsouzení k trestu smrti byli zpravidla ozbrojení povstalci a osoby, které se v době povstání dostaly do funkcí v továrnách nebo úřadech. Dalších 13 000 osob bylo posláno do znovu otevřených internačních táborů a přes 200 000 lidí emigrovalo z opět nesvobodného Maďarska na Západ.
Největší význam pro Kádára a jeho komunisty měl vykonstruovaný proces s Imre Nagyem a jeho spolupracovníky, který se konal na jaře 1958. Všichni byli shledáni vinnými ze spiknutí, jehož cílem bylo svrhnout lidově demokratický režim, a odsouzeni k trestu smrti. Bývalý premiér Imre Nagy, jeho poradce Miklós Gimes a ministr obrany Pál Maléter byli popraveni 16. června 1958. Ostatní vládní spolupracovníci byli uvězněni.
V 60. letech Kadár, který předtím vedl útok proti revolucionářům, vyhlásil všeobecnou amnestii a oznámil novou politiku „kdo není proti nám, je s námi“, tak se zrodil tzv. „gulášový socialismus“ nebo také „kádárismus“. V roce 1966 Ústřední výbor zavedl tzv. Nový ekonomický mechanismus, v rámci něhož se mělo přebudovat hospodářství a zvýšit produktivita tak, aby Maďarsko bylo na světových trzích více konkurenceschopné. Ovšem v roce 1968 se MLR, pod výhrůžkou vyhlášení stanného práva, musela účastnit srpnové invaze do ČSSR. I přesto hospodářská reforma nabývala na intenzitě a v letech 1968 – 1978 vedla k hospodářskému rozvoji. V drobném podnikání se rozšiřovala oblast soukromého sektoru a vzrůstal i počet soukromě hospodařících zemědělců.
Od počátku 80. let docházelo k hospodářské stagnaci, která se logicky dostavila po vyčerpání všech možností extenzivního vývoje. S růstem hospodářských potíží dochází i k napětí v sociální oblasti. Společnost začala vyžadovat větší svobodu v politické a kulturní sféře. Maďarská zahraniční politika se otevřela více Západu a celkově se MLR začala formovat v demokracii západní typu. Ve volbách v roce 1983 bylo poprvé dovoleno kandidovat nestraníkům.

### Pád komunismu
Dne 27. září 1987 bylo v obci Lakiteleku založeno Magyar Demokrata Fórum, soustřeďující ve svých řadách výkvět maďarské demokratické inteligence. 30. března 1988 vznikla politická strana Fidesz a 13. listopadu strana SZDSZ. Také uvnitř samotné MSZMP sílily reformní tendence. Na jarním sjezdu strany překvapivě posílila moc reformistů, kteří požadovali odchod Kádára. Ten byl 22. května 1988 odvolán z funkce generálního tajemníka MSZMP a nahrazen Károly Grószem. 24. listopadu se novým premiérem stal Miklós Németh. V lednu 1989 došlo k rozhodnutí ústředního výboru MSZMP, inspirované Imre Pozsgaym, které potvrdilo, že povstání v roce 1956 nebylo kontrarevolucí, nýbrž lidovým povstáním.
Události začaly nabírat rychlý spád. Na jaře 1989 byl János Kádár uvolněn ze všech svých funkcí a krátce na to dne 6. července zemřel, ve stejný den, kdy byl rehabilitován Imre Nagy, kterého nechal v roce 1958 popravit. Ve chvíli, kdy maďarský Nejvyšší soud oznamoval verdikt o rehabilitaci Nagye, vstoupil do místnosti neznámý muž a řekl: „Kádár je mrtvý.“ O chvíli dříve 16. června, přesně po 31 letech od popravy, se v Budapešti na Hősök tere za účasti 300 000 lidí konal jedenáctihodinový pohřeb Imre Nagye a dalších zavražděných vůdců, včetně prázdné rakve symbolizující všechny neznámé bojovníky z povstání 1956. Na tomto pohřbu vystoupil pozdější premiér, v té době mladý vysokoškolský student Viktor Orbán (Fidesz) se svým projevem, ve kterém otevřeně prohlásil, že je nutné jednat o stažení sovětských vojsk z Maďarska a skoncovat s komunismem. Za svá slova sklidil bouřlivý potlesk. Tento akt se stal symbolem rozbřesku nové maďarské éry.
Mezi červnem a zářím 1989 se sešli zástupci MSZMP, opozičního Kulatého stolu a tzv. Třetí strany a diskutovali o hlavních problémech procesu na jednáních Národního kulatého stolu. Dne 18. září podepsali dohodu, v níž zdůraznili své odhodlání vytvořit právní a politické podmínky pro přechod k pluralitní demokracii a k vládě práva a překonat vleklou společensko-hospodářskou krizi. Na počátku října byl svolán mimořádný XIV. sjezd MSZMP, který se stal jejím posledním. 7. října, z iniciativy reformních komunistů, vznikla nová strana - Magyar Szocialista Párt v čele s Rezső Nyersem. Členství nebylo převedeno a ze 700 000 členů MSZMP se členy MSZP stalo jen 50 000 lidi. Krátce nato byla zrušena Lidová milice.
Došlo k uzákonění prozatímní ústavy, která nahradila komunistickou z roku 1949. Zaručovala pokojný přechod k tržní ekonomice, občanskou demokracii, lidská práva a výslovně zakazovala výkon vládní moci jen jednou stranou. Prezidiální rada byla zrušena a nahrazena úřadem prezidenta republiky se značně omezenými funkcemi.
Změna ústavy byla uzákoněna 23. října 1989 v den výročí počátku protikomunistického Maďarského povstání z roku 1956. Téhož dne byl předseda parlamentu Mátyás Szűrös zvolen prozatímním prezidentem a v pravé poledne z balkónu Országházu slavnostně vyhlásil Maďarskou republiku (Třetí Maďarská republika). Krátce poté byla z budovy parlamentu odstraněna rudá hvězda. Tak skončila 40 let trvající existence Maďarské lidové republiky.
První svobodné volby se konaly 25. března 1990, ve kterých jasně zvítězilo pravicové Magyar Demokrata Fórum se ziskem 164 mandátů. Na druhém místě skončilo rovněž pravicové SZDSZ se ziskem 93 mandátů a na třetím místě také pravicové FKgP se 44 křesly. Levicová MSZP skončila až čtvrtá a jen se 33 mandáty. 2. května 1990 se Úřadu prezidenta republiky ujal Árpád Göncz a 16. května se předsedou vlády stal József Antall. Prvním krokem jeho demokratické vlády bylo přijetí současného státního znaku dne 3. července 1990. Poslední vojska Sovětského svazu opustila Maďarsko dne 19. června 1991.

## Státní zřízení

Logo MSZMP

Podle ústavy z roku 1949, novelizované v roce 1972 a 1983, byla Maďarská lidová republika socialistický stát, budující socialistickou společnost na marxisticko-leninských principech a všechna moc leží v moc lidu pod vedením Magyar Szocialista Munkáspárt (do roku 1956 Magyar Dolgozók Pártja).

### Nejvyšší státní orgány

#### Národní shromáždění
Nejvyšším státním orgánem a lidovým zastupitelským orgánem MLR bylo Országgyűlés (Národní shromáždění). Tvořili jej poslanci volení vždy na 4 roky. Jeden mandát připadal zhruba na 30 tisíc obyvatel.
Národní shromáždění mělo pravomoc:
- ústavodárnou
- zákonodárnou
- volit a odvolávat Prezidiální radu a radu ministrů
- volit a odvolávat předsedu Nejvyššího soudu a generálního prokurátora
- projednávat a svalovat program vlády
- stanovit národohospodářské plány
- určovat státní rozpočet a kontrolovat jeho plnění
- ratifikovat mezinárodní smlouvy
- rozhodovat o otázkách války a míru

#### Prezidiální rada
Funkci kolektivní hlavy státu vykonává Elnöki Tanácsa (Prezidiální rada), která se skládá z jednadvaceti členů – předsedy, tajemníka, dvou náměstků a dalších 17 členů. Předseda Prezidiální rady byl hlavou státu, tedy jakoby prezidentem republiky.
Seznam předsedů Prezidiální rady MLR:
- 23. srpna 1949 – 26. dubna 1950 : Árpád Szakasits
- 26. dubna 1950 – 14. srpna 1952 : Sándor Rónai
- 14. srpna 1952 – 13. dubna 1967 : István Dobi
- 13. dubna 1967 – 29. června 1987 : Pál Losonczi
- 25. června 1987 – 29. června 1988 : Károly Németh
- 29. června 1988 – 18. října 1989 : Brunó Straub

#### Rada ministrů
Nejvyšším orgánem státní správy byl Minisztertanács (Rada ministrů).
MLR měla k 30. červnu 1985 celkem 13 ministerstev:
| - dopravy a spojů - financí - kultury a školství - národní obrany - průmyslu - spravedlnosti - stavebnictví a urbanizace | - vnitra - vnitřního obchodu - zahraničí - zahraničního obchodu - zdravotnictví - zemědělství a potravinářství |

## Státní symboly

### Vlajka
|  | Státní vlajka (1949-1956) obsahující státní znak (Rákosi-címer) s rudou hvězdou. |
|  | Vlajka povstání (1956) s vystřiženým státním znakem.                             |
|  | Státní vlajka (1956-1957) obsahující státní znak (Kossuth-címer).                |
|  | Státní vlajka (1957-1989) již nový státní znak (Kádár-címer) neobsahovala.       |

### Znak
|  | Státní znak (1949-1956) tzv. Rákosi-címer (Rákosiho znak). |
|  | Státní znak (1956-1957) tzv. Kossuth-címer (Kossuthův znak). Tento znak vznikl v Uhersku roku 1848 a v novodobém Maďarsku se používal v letech 1918–1919 a 1946–1949. |
|  | Státní znak (1957-1989) tzv. Kádár-címer (Kádárův znak). |

### Hymna
Státní hymnou MLR byl Himnusz od Ference Kölcseye a Ference Erkela.
Protože se hymna obrací k Bohu, hrála se z rozhodnutí Rákosiho vlády od roku 1949 pouze v instrumentální verzi. Generální tajemník MDP Mátyás Rákosi dokonce požádal hudebního skladatele Zoltána Kodályho, aby napsal novou, komunisticky orientovanou státní hymnu, ale Kodály odmítl.
Během povstání se text opět začal používat. János Kádár se později pokusil nahradit Himnusz skladbou Szózat, ovšem také selhal. Po pádu komunistického režimu v roce 1989 se Himnusz stal oficiální státní hymnou současné Maďarské republiky.

### Státní svátek
Státním svátkem MLR byl 4. duben, neboť v tento den v roce 1945 dovršila Rudá armáda Sovětského svazu osvobození Maďarska (v té době Maďarský stát).

## Hospodářství

### Průmysl
V roce 1985 bylo v MLR 1930 průmyslových závodů, z nichž bylo 974 národních podniků a 956 výrobních družstev. Nejvýznamnějším střediskem průmyslu bylo hlavní město Budapešť, kde byla zastoupena všechna průmyslová odvětví, především průmysl elektrotechnický, strojírenský, chemický, potravinářský a farmaceutický. Další průmyslová střediska byla v okolí Budapešti a dále v pásu táhnoucím se od jihozápadních hranic přes Zadunajskou pahorkatinu až k hranicím na východě.

### Zemědělství
Násilnou kolektivizací v počátcích budování socialismu v MLR bylo založeno 2800 zemědělských výrobních družstev a 200 státních statků, takže socialistický sektor obhospodařoval 99 % veškeré orné půdy v MLR. V letech 1955–1985 vzrostly výsledky rostlinné výroby na 181 % a živočišné výroby na 255 %. Průměrná dojivost dosahovala 4 380 litrů ročně. V živočišné výrobě převažoval chov hovězího a vepřového dobytka, značně se rozvíjel i chov ovcí a drůbeže. V rostlinné výrobě bylo důležité pěstování ovoce, zeleniny, obilnin, pícnin a tabáku. Lesy zabíraly v MLR pouze 13,5 % veškeré plochy.

### Doprava
Budapešť vždy měla v dopravním systému Maďarska dominantní postavení, v období MLR tomu nebylo jinak. O budapešťský dopravní uzel se opírala železniční i dopravní síť celé země.

#### Železniční doprava

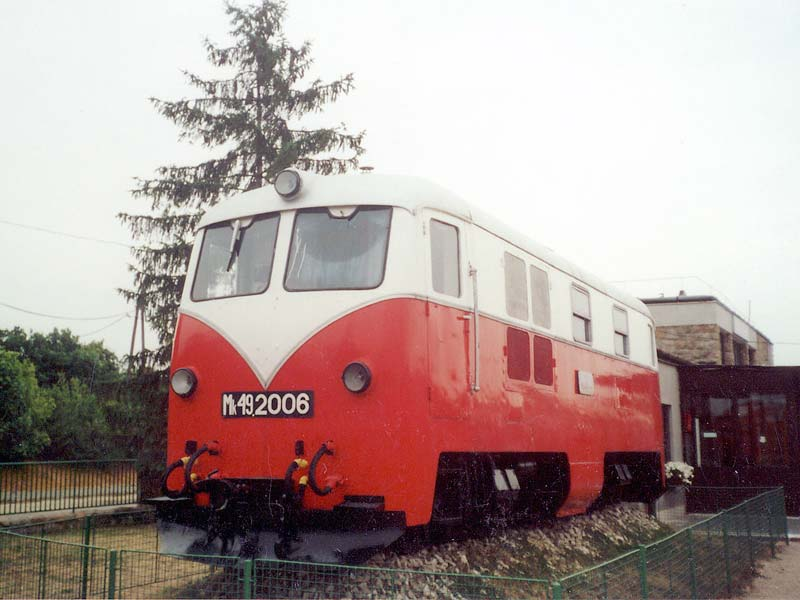
Historická lokomotiva MK49 na Gyermekvasút

Železniční síť MLR měřila asi 8 900 km. Všechny hlavní železniční koridory byly elektrifikovány a paprskovitě se z Budapešti rozbíhají po celé zemi. Hlavním provozovatelem železniční dopravy jsou Maďarské státní železnice (MÁV). V letech 1948–1950 byla maďarskými mládežníky vybudována Úttörővasút (Pionýrská železnice), od roku 1990 nesoucí název Gyermekvasút (Dětská železnice).

#### Silniční doprava
V roce 1985 bylo v MLR 29 633 kilometrů silnic, včetně 167 kilometrů dálnic. Také u silniční sítě se uplatňuje centrální poloha hlavního města. Velmi hustá byla síť autobusových linek autodopravce VOLÁN, která dosahovala 26 154 kilometrů.

#### Lodní a Letecká doprava
Lodní doprava v MLR využívala 1300 kilometrů splavných vod, z nichž se část používá i k pravidelné osobní dopravě. Velké říční přístavy jsou ve městech Budapešť, Győr, Komárom, Dunaújváros, Baja, Szolnok a Szeged.
Nejvýznamnějším letištěm v MLR bylo (a je dodnes) Mezinárodní letiště Ferihegy v Budapešti, odkud odlétala letadla do 37 měst v 29 státech. Ve vnitrostátní přepravě byla letecká doprava zrušena pro malé vzdálenosti.